# Herero (språk)

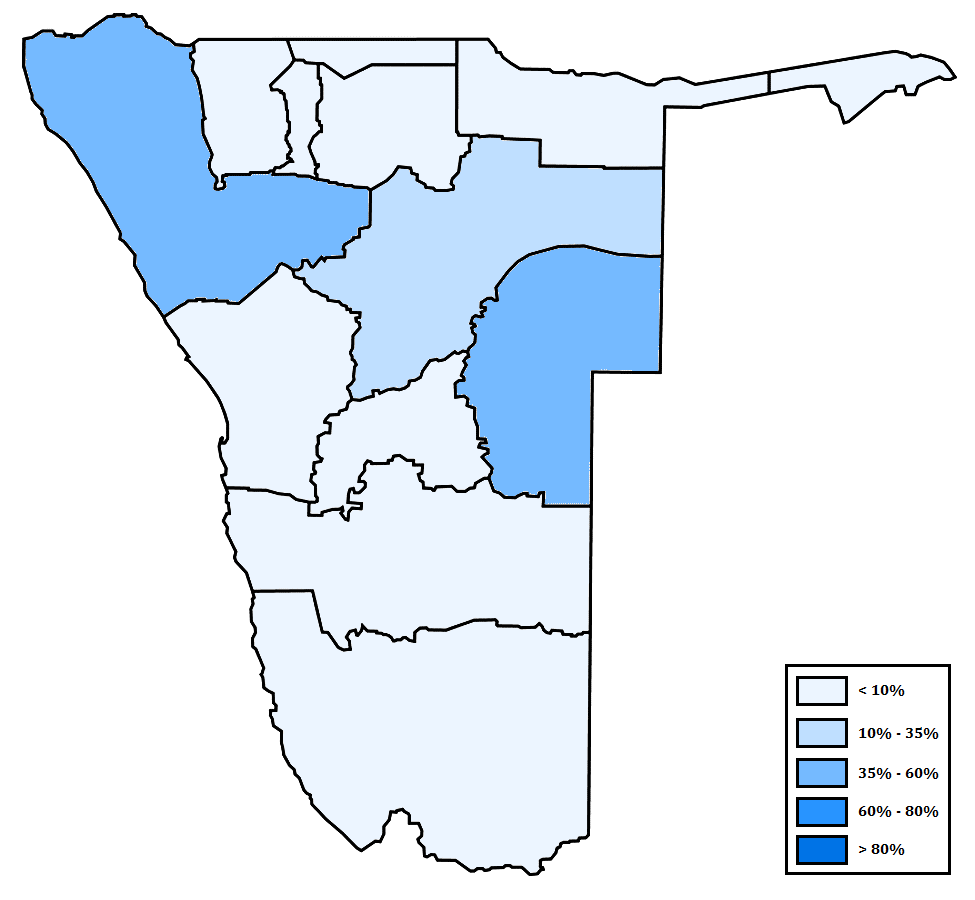
Karta över fördelningen av Herero-språket i Namibia. Den visar koncentrationen av Herero-talande från Kalahari vid gränsen i öst till den motsatta riktningen, till de yttersta i nordväst; det Hererotalande Himbafolket i Kaokovelden.

Herero är ett bantuspråk som talas av omkring 237 000 människor, främst etniska herero, i Namibia och Botswana. Omkring tio procent av Namibias invånare 206 000 människor, talar herero, som är nära besläktat med himbafolkets språk. Det har ingen status som officiellt språk, men undervisas i skolorna.